# Escolas Públicas de Milford
Escolas Públicas de Milford (Milford Public Schools) é um distrito escolar de Milford, Massachusetts. Desde 2012, Robert A. Tremblay passou a ser superintendente das escolas.  O comitê escolar tem um presidente, um vice-presidente e cinco membros.
Em 1997, os membros do sistema de ensino criaram e promoveram um programa onde alunos interagem com os idosos. Em 2007, o distrito escolar colocou todas as suas escolas em uma auditoria curicculum, devido ao crescimento de estudantes vindos do Brasil e Equador.

## Escolas
Secundárias:
- Milford High School
- Stacy Middle School
- Middle School East

Primárias:
- Brookside Elementary School
- Memorial Elementary School
- Shining Star Elementary School
- Woodland Elementary School